# Ammothella pacifica
Ammothella pacifica is een zeespin uit de familie Ammotheidae. De soort behoort tot het geslacht Ammothella. Ammothella pacifica werd in 1942 voor het eerst wetenschappelijk beschreven door Hilton. 